# 參旗六
參旗六，即獵戶座π3（Pi3 Orionis、π3 Ori、π3 Orionis），是一顆位於獵戶座的恆星，西方傳統名稱是 Tabit，佛蘭斯蒂德命名法將該恆星命名為獵戶座1（1 Orionis）。它的視星等是肉眼可見的3.16。參旗六是獵戶座中代表獅皮（或盾牌）的恆星中最亮的。根據視差量測，它和地球的距離是26.32光年（8.07秒差距）。雖然在參旗六旁至今並未發現太陽系外行星，該恆星仍被部分天文學家認為它周圍的特定位置允許體積和地球相當的行星存在。

## 物理性質
參旗六是一顆光譜類型 F6 V 的主序星，自1943年起它的光譜就是該型恆星的標準光譜。它的質量是太陽的124%，半徑比太陽大32%，並且光度幾乎是太陽的3倍。它的外層氣體有效溫度是6,516 K，因此屬於黃白色的F-型主序星。參旗六很可能是單一恆星，天球上與它接近的另一顆恆星是光學雙星。
雖然參旗六的徑向速度會以73.26日的週期變化，引起變化的原因較可能是恆星本身的活動，而非距離它相當近的行星引起。目前並未偵測到參旗六周圍有次恆星伴星存在，而麦克唐纳天文台的一個團隊則認為在質量0.84到46.7倍木星質量，距離母恆星0.05到5.2天文單位的限制條件下會有一或多顆行星存在。此外，到目前為止即使有類似地球的行星存在，也並未觀測到其重力對母恆星運動造成擾動。

## 外部連結
- . SolStation.   [2008-07-11]. （原始内容存档于2008-07-19）.